# Елмор-СІті (Оклахома)
Елмор-СІті (англ. Elmore City) — місто (англ. town) в США, в окрузі Гарвін штату Оклахома. Населення — 738 осіб (2020).

## Географія
Елмор-СІті розташований за координатами 34°37′31″ пн. ш. 97°23′41″ зх. д. / 34.62528° пн. ш. 97.39472° зх. д. (34.625314, -97.394856).  За даними Бюро перепису населення США в 2010 році місто мало площу 1,23 км², уся площа — суходіл. В 2017 році площа становила 2,61 км², з яких 2,37 км² — суходіл та 0,24 км² — водойми.

## Демографія
Згідно з переписом 2010 року, у місті мешкало 697 осіб у 286 домогосподарствах у складі 186 родин. Густота населення становила 568 осіб/км².  Було 337 помешкань (275/км²).
Расовий склад населення:
| - 87,4 % — білих - 6,5 % — корінних американців - 0,6 % — чорних або афроамериканців - 0,1 % — азіатів |

До двох чи більше рас належало 4,6 %. Частка іспаномовних становила 2,7 % від усіх жителів.
За віковим діапазоном населення розподілялося таким чином: 25,7 % — особи молодші 18 років, 55,8 % — особи у віці 18—64 років, 18,5 % — особи у віці 65 років та старші. Медіана віку мешканця становила 40,4 року. На 100 осіб жіночої статі у місті припадало 91,5 чоловіків;  на 100 жінок у віці від 18 років та старших — 85,7 чоловіків також старших 18 років.
Середній дохід на одне домашнє господарство  становив 40 143 долари США (медіана — 30 341), а середній дохід на одну сім'ю — 49 059 доларів (медіана — 34 000). За межею бідності перебувало 25,7 % осіб, у тому числі 32,0 % дітей у віці до 18 років та 9,8 % осіб у віці 65 років та старших.
Цивільне працевлаштоване населення становило 259 осіб. Основні галузі зайнятості: освіта, охорона здоров'я та соціальна допомога — 23,6 %, роздрібна торгівля — 18,5 %, сільське господарство, лісництво, риболовля — 17,4 %.